# Джиджітка
Джиджі́тка (Podoces) — рід горобцеподібних птахів родини воронових (Corvidae). Представники цього роду мешкають в Центральній Азії.

## Види
Виділяють чотири види:
- Джиджітка монгольська (Podoces hendersoni)
- Джиджітка білохвоста (Podoces biddulphi)
- Джиджітка пустельна (Podoces panderi)
- Джиджітка перська (Podoces pleskei)

## Етимологія
Наукова назва роду Podoces походить від слова дав.-гр. ποδωκης — швидконогий (від сполучення слів πους — стопа і дав.-гр. ωκυς — швидкий).